# ビバップ
ビバップ (bebop) は、1940年代に成立したとされる、ジャズの一形態。スウィング・ジャズの終焉後に発生したモダン・ジャズの起源は、このジャズ様式にあるというのが、一般的な見解である。仮名表記によって、ビー・バップ、ビ・バップなどとも記される。

## 歴史
マンネリ化したスウィング・ジャズに飽きた、即興演奏が好きなチャーリー・パーカーやディジー・ガレスピーらのジャズマンたちが、ミントンズ・プレイハウスなどのライヴハウスなどの閉店後に、ジャム・セッションをやることで生まれた（ディジー・ガレスピーは、自分やチャーリー・パーカー、セロニアス・モンクが創始者ではなくいつの間にかできたスタイルであることを断った上で、創始者を挙げるとするなら、リズム・パターンに大きな影響を与えたケニー・クラークが一番重要人物という旨の発言をしている）。
ビバップの登場により、それまで「大衆音楽・娯楽音楽」のみを演奏するとみられていた黒人音楽が、「芸術音楽」も演奏できると認識を改めさせる契機となった。ビバップのドラマー、ケニー・クラークは「ビバップは後に特定のジャーナリストが名付けた。それは、モダン・ミュージックだった。我々はそれを何とも呼ばず、ただの音楽だった。」と回想している。
最初に決まったテーマ部分を演奏した後、コード進行に沿った形でありながらも、自由な即興演奏（アドリブ、インプロヴィゼーション）を順番に行う形式が主となる。基本的には、コード構成音や音階に忠実にアドリブ演奏しながらも、テーマのメロディーの原型をとどめないくらい、長めのインプロヴィゼーションが導入された演奏となっていった。そのため、技術的に優れた演奏が多い反面、長いアドリブのために、アドリブ自体が主体になってしまう側面があった。また、スウィングのように娯楽のための音楽、ダンスのための音楽から、当事者にとっては演奏することが目的となった音楽、聞く側にとっては踊ることはできず、聴くだけの音楽になってしまったとの批判もあった。

## ビバップの音楽理論
ビバップの時代には、チャーリー・パーカーやディジー・ガレスピーらにより和声が極限まで拡張されることとなった。具体的には原曲のコード進行を、さまざまな代理和音を用いてリハーモナイズしたり、頻繁な内部転調を行う、あるいはテンションノートが積極的に用いられるなどである。このようにしてビバップの演奏では調性が希薄になった。
コードの進行がフレーズから聞き取れるようなフレーズづくりもビバップの特徴である。
しかしこのスタイルは、1950年代終わりごろには、誰がやっても同じようなアドリブになってしまうマンネリ状況に陥り、行き詰まった。フリー・ジャズは、この行き詰まりを打破するべく生まれたジャンルのひとつである。

## 代表的なアーティスト
トランペット
- ディジー・ガレスピー
- ファッツ・ナヴァロ
- クリフォード・ブラウン
- マイルス・デイヴィス

トロンボーン
- J・J・ジョンソン

サクソフォーン
- チャーリー・パーカー
- デクスター・ゴードン
- リー・コニッツ
- ソニー・ロリンズ
- ジョン・コルトレーン
- ソニー・スティット
- ジーン・アモンズ

ピアノ
- タッド・ダメロン：作曲を含む
- セロニアス・モンク：作曲を含む
- アル・ヘイグ
- ジョージ・ウォーリントン
- デューク・ジョーダン
- ハンプトン・ホーズ
- バド・パウエル
- ソニー・クラーク
- ジョン・ルイス
- ウォルター・ビショップ・ジュニア
- バリー・ハリス

ベース
- オスカー・ペティフォード
- カーリー・ラッセル
- レイ・ブラウン
- トミー・ポッター

ギター
- チャーリー・クリスチャン

ヴィブラフォン
- ミルト・ジャクソン

ドラムス
- ケニー・クラーク
- アート・ブレイキー
- マックス・ローチ
- バディ・リッチ
- ロイ・ヘインズ
- フィリー・ジョー・ジョーンズ